# Zentralarabien
Als Zentralarabien wird das Gebiet im Innern der Arabischen Halbinsel bezeichnet. Der oftmals synonym verwendete Begriff Innerarabien schließt auch die Arabische bzw. Syrische Wüste im Norden der Halbinsel mit ein.

## Ausdehnung
Beide Begriffe bezeichnen aber vor allem jenes isolierte Gebiet Arabiens, das keinen Zugang zum Meer hat (und somit keinen Handel mit Überseevölkern), also ausschließlich der Küstenländer Hedschas, Asir, Jemen, Oman, Golfemirate, al-Hasa usw. Innerarabien entspricht daher annähernd dem Wüstenarabien der antiken Dreiteilung der Arabischen Halbinsel in Peträisches Arabien (Petra, Nordarabien), Wüstes Arabien (Zentralarabien), Glückliches Arabien (Jemen und Oman, Südarabien).
Im engeren Sinne umfasst Zentralarabien nur die historische Region Nadschd, die zum Kernland der Saudis wurde und wo sich die meisten Oasen befinden, durch die Wüste von der übrigen Welt abgeschlossen. Hauptfeinde der Saudis von Nedschd waren die ebenfalls innerarabischen Banu Rashid im nördlich angrenzenden Dschebel Schammar.
Im weiteren Sinne erstreckt sich Zentralarabien von der Syrisch-Arabischen Wüste im Norden bis zum „Leeren Viertel“ im Süden, umfasst also auch das Wüstenhinterland sowohl Syriens, Iraks und Jordaniens als auch Omans (Inner-Oman), der Emirate (Jamama) und Jemens (Hamza-Linie, Taif-Linie bzw. bis Habarut), von Amman bis Oman also.

## Auswanderung
In der Antike war das Gebiet mehr Steppe als Wüste, es gab wesentlich mehr Oasen und Siedlungszentren als heute, die eine nomadische Weidewirtschaft ermöglichten. Mehrmals kam es zu Auswanderungswellen, so z. B. der Westsemiten (Akkader und von ihnen abstammenden Assyrer und Babylonier) ab 2800 v. Chr., der Ostsemiten (Amurriter bzw. Kanaanäer und der von ihnen abstammenden Hebräer bzw. Juden) ab 2000 v. Chr. sowie der Aramäer ab 1400 v. Chr., schließlich der Araber mit der Ausbreitung des Islam ab dem Jahr 634.
Die arabische Halbinsel gilt also als Urheimat, zumindest als gemeinsame „Kinderstube“ aller Semiten.
Vor der Islamisierung waren am Nordrand Innerarabiens bereits die arabischen Regionalreiche der Nabatäer, Ghassaniden und Lachmiden (636/637 zum Islam übergetreten) entstanden, die z. B. mit der innerarabischen Kinda-Föderation um ihre Existenz kämpften.

## Ausprägung
Vor allem in arabisch-islamischer Zeit war die Wüste Innerarabiens immer wieder Vorbild und Ausgangsort für religiös-extremistische Erweckungsbewegungen bzw. islamische Puritaner. Nach Mohammed selbst fanden im 10. und 11. Jahrhundert auch die Karmaten hier überzeugte Anhänger, selbst nachdem sie die Küstenregionen Bahrain und al-Hasa verloren hatten.
Im 18. und 19. Jahrhundert formierten sich in Nedschd die saudischen Wahhabiten. Der arabische Historiker Ibn Chaldun macht das asabiya, ein besonderes Stammes- und Solidaritätsgefühl bzw. ein zentrales Kultur-, Mission- und Gottesbewusstsein, dafür verantwortlich, das so nur Wüstennomaden entwickeln bzw. ausprägen könnten. Er vergleicht die innerabischen Wüstensöhne darin auch mit den streng islamischen Berberdynastien Nordafrikas (Almoraviden, Almohaden und Meriniden). Der deutsche Orientalist Ewald Banse zog einen ähnlichen Vergleich zwischen arabischen Beduinen und turkmenisch-tatarischen Steppennomaden Innerasiens.